# Dulcinea

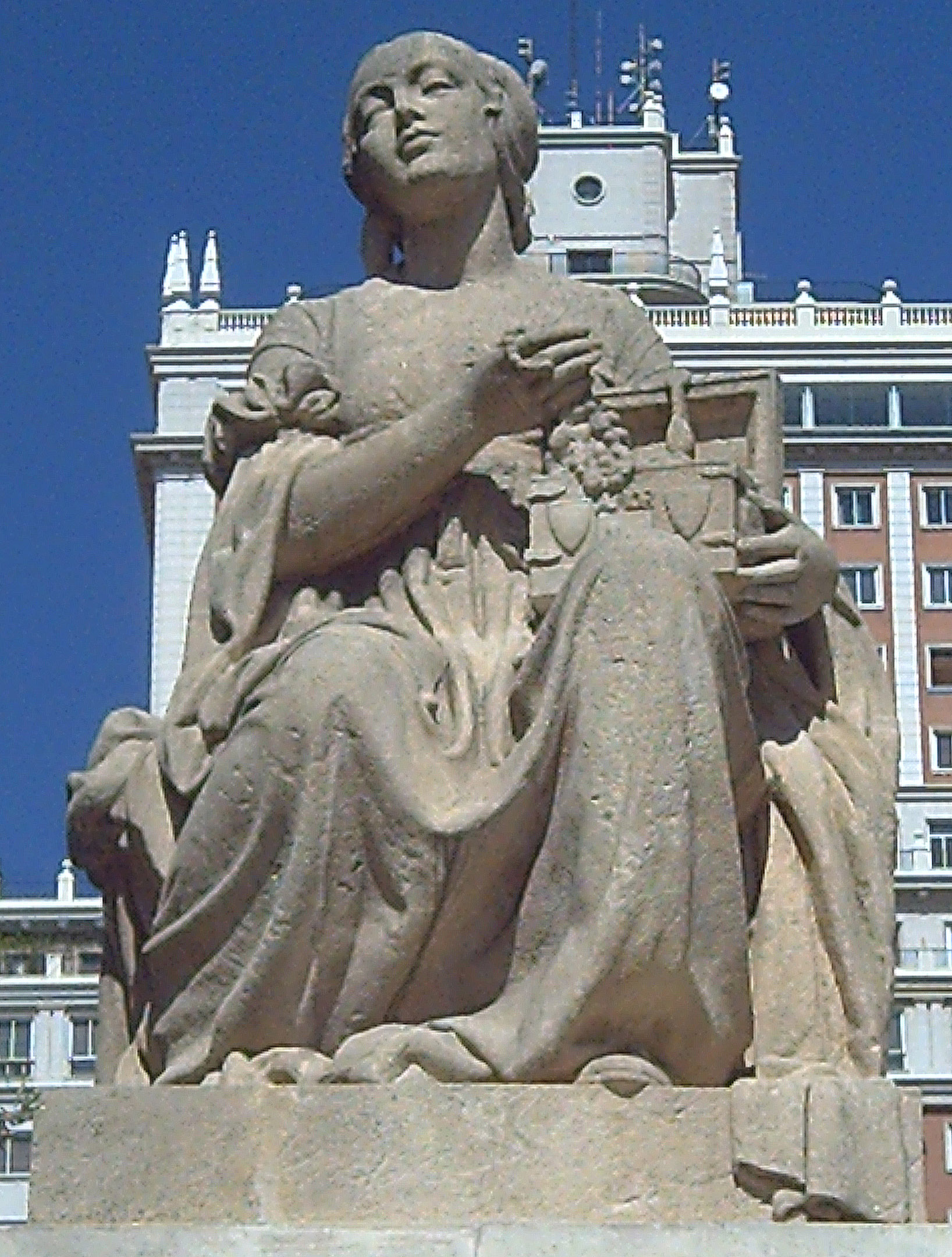
Standbeeld van Dulcinea in Madrid

De romanfiguur Dulcinea is de denkbeeldige schone beminde van Don Quichot in de roman van Cervantes.
Deze maagd ontstond in het brein van Don Quichot, omdat hij vond dat een ridder een schone maagd nodig had om zijn goede daden aan op te dragen. Het ridderschap van Don Quichot was echter ook denkbeeldig. Wel had hij voor zijn Dulcinea een concreet persoon in gedachten. Dit was een boerenmeisje uit het naburige El Toboso, genaamd Aldonza Lorenzo, dochter van Lorenzo Corchuelo. In het eerste deel wordt gesuggereerd dat Don Quichot wellicht ooit een verliefdheid voor haar heeft gevoeld, maar in het tweede deel geeft hij aan haar nooit in levenden lijve te hebben gezien. Hij geeft haar de edele naam Doña Dulcinea de El Toboso.
In het boek treft Don Quichot deze Aldonza in het geheel niet. Wel stuurt hij zijn schildknaap Sancho Panza naar haar toe. Panza bereikt El Toboso echter niet. Als Panza bij zijn meester terug is, moet hij verslag uitbrengen. Er ontstaat een komisch gesprek tussen Don Quichot en Panza. De eerste gaat ervan uit dat zijn schildknaap een heuse jonkvrouw heeft ontmoet. Hij vraagt of ze parels zat te rijgen, met gouddraad zat te borduren en of ze naar dure parfum rook. Panza, die de ontmoeting moet verzinnen, doet verslag van een ontmoeting met een dorpsmeisje. Hij vertelt dat ze tarwe zat te wannen en een beetje 'mannelijk' rook, zoals hijzelf na fysieke inspanning. Dit contrast is verbeeld in het monument voor Don Quichot in Madrid. Aan de kant van de ridder zit een jonkvrouw (zie foto), aan de kant van Panza zit een boerin die tarwe want.
Als Don Quichot in het tweede deel samen met Panza in El Toboso is, draagt hij zijn schildknaap op Dulcinea te zoeken. Panza, die haar nog steeds niet heeft gezien, houdt in het bijzijn van zijn meester de eerste de beste voorbijgangster aan, in de hoop dat de verdwaasde ridder niets in de gaten zal hebben. Panza houdt een dikke dame op een muilezel aan als zijnde Dulcinea. Zij maakt zich beledigd uit de voeten en de ontmoeting loopt op niets uit. 
Na een bezoek aan de grot van Montesinos beweert Don Quichot Dulcinea gezien te hebben in een stoet van maagden. 
Ook in het tweede deel organiseert een hertogin ter ere van Don Quichot een optocht waarin Dulcinea de centrale figuur is. De optocht is echter bedoeld om te foppen. Dulcinea wordt gespeeld door een verklede page. Het opzetje lukt, Don Quichot raakt in vervoering als hij zijn schone (die op een afstandje wordt gehouden) gewaar wordt. 
Nog steeds wordt de naam Dulcinea schertsend gebruikt voor iemands heimelijke of onbereikbare beminde.